# De twaalf luie knechten
De twaalf luie knechten is een sprookje uit Kinder- und Hausmärchen met volgnummer KHM151a, opgetekend door de gebroeders Grimm. De oorspronkelijke naam is Die zwölf faulen Knechte.

## Het verhaal
Twaalf knechten hebben 's avonds geen zin om zich in te spannen en scheppen op over hun luiheid. De eerste zegt dat de luiheid van de anderen hem niet interesseert, hij heeft genoeg aan zichzelf. Hij zorgt voor zijn lichaam, eet en drinkt en staat niet vroeg op. Als de baas roept, doet hij net alsof hij hem niet hoort. De tweede vertelt dat hij voor het paard moet zorgen, maar het bit in zijn mond laat zitten. Hij zegt dat het paard al gegeten heeft en slaapt in de haverkist en dan strijkt hij een paar keer over het paard. De derde vertelt dat hij in de zon in slaap is gevallen, maar hij bleef liggen toen het ging regenen. Het ging zo hard regenen dat zijn haren uit zijn hoofd getrokken werden en hij een gat in zijn schedel kreeg. De vierde vertelt dat hij nooit snel begint en altijd anderen vraagt hem te helpen. Hij laat de anderen het meeste werk doen. De vijfde vertelt dat hij de paardenstal moest uitmesten en hij rijdt slechts één karrenvracht per dag.
De zesde zegt dat hij drie weken gaat liggen zonder zijn kleren uit te trekken en hij heeft geen gespen aan zijn voeten. Hij telt de treden van de trap zodat hij weet waar hij uit moet rusten. De zevende vertelt dat zijn baas toezicht houdt, maar niet aanwezig is. Hij rent zijn benen uit zijn lijf terwijl hij kruipt en om hem vooruit te krijgen moeten vier mannen duwen. Hij viel in slaap op een brits en ze moesten hem naar huis dragen, omdat hij niet wakker werd. De achtste vertelt dat hij de enige zorgeloze man is. Hij tilt zijn voeten niet op voor een steen op de weg, maar gaat er voor liggen. Als het gaat regenen, blijft hij net zo lang liggen tot hij droog is. De negende vertelt dat hij te lui was om brood te pakken en bijna van de honger stierf. De kruik was te zwaar om te tillen en hij had toch dorst.
De tiende vertelt dat hij een gebroken been heeft, hij lag met zijn benen over een weg toen er een wagen aan kwam. Hij hoorde de kar niet omdat er ongedierte door zijn mond, neus en oren kropen. De elfde vertelt dat hij de vorige dag zijn baan op heeft gezegd. Hij moest zware boeken halen voor zijn meester en geeft dan toe dat hij ontslagen is, omdat hij de kleren van de meester liet liggen. Er zaten al motten in. De twaalfde vertelt dan dat hij met een kar op weg moest en in het stro in slaap viel. Het tuig, de rugriem, het halsstuk, de toom en het bit waren weg. Een dief had alles weggenomen. De baas kwam en duwde de wagen uit een plas en als hij dat niet had gedaan, had de twaalfde knecht niet bij de anderen gezeten.

## Achtergronden bij het sprookje
- Het sprookje komt uit Fassnachtspiele des 15. Jahrhunderts (1853) van Albert von Keller.
- Het sprookje werd voor het eerst in de laatste druk opgenomen en kreeg een a-nummer.
- Vergelijk De drie luiaards (KHM151), De schrandere knecht (KHM162) en Luie Hein (KHM164).